# Дебора Гравенстейн
Дебора Гравенстейн  (нід. Deborah Gravenstijn, 20 серпня 1974) — нідерландська дзюдоїстка, олімпійська медалістка.

## Виступи на Олімпіадах
| Олімпіада   | Дисципліна           | Місце |
| ----------- | -------------------- | ----- |
| Сідней 2000 | напівлегка категорія | 5T    |
| Афіни 2004  | легка категорія      | 3T    |
| Пекін 2008  | легка категорія      | 2     |